# Cratere von Baeyer
von Baeyer è un cratere lunare di 13,46 km situato nella parte sud-orientale della faccia visibile della Luna.